# خانه شهریار فریبرز
خانه شهریار فریبرز، یک از بناهای تاریخی شهر تهران است که در دوره پهلوی اول ساخته شده‌است. مالک این بنا شهریار فریبرز یکی از زرتشتیان قدیمی ساکن تهران است. این خانه در یکی از محله‌های زرتشتی‌نشین قدیمی تهران قرار دارد.
این خانه تاریخی در ۲۲ مرداد ۱۳۸۴ با شماره ۱۳۰۷۷ در فهرست آثار ملی ایران به ثبت رسید.
این بنا در خیابان نوفل لوشاتو، کوچه گوهرشاد پلاک ۸۵ قرار دارد.

## ویژگی‌ها
این ساختمان در دوطبقه ساخته شده‌است و دارای زیر زمین و آب‌انباراست. این بنا دارای دو درب ورودی است، یکی از ضلع شمالی ساختمان از سمت خیابان نوفل لوشاتو و دیگری از ضلع غربی ساختمان از کوچه گوهرشاد است. گچ بری‌های بسیار زیبایی در محل اتصال دیوارها به سقف، بالکنها و در ستون‌ها، ساختمان را تزئین کرده‌است. بخش دیگری از این تزئینات، حجاریهایی هستند که در درب ورودی شمالی ساختمان کار شده‌اند.

## نگارخانه

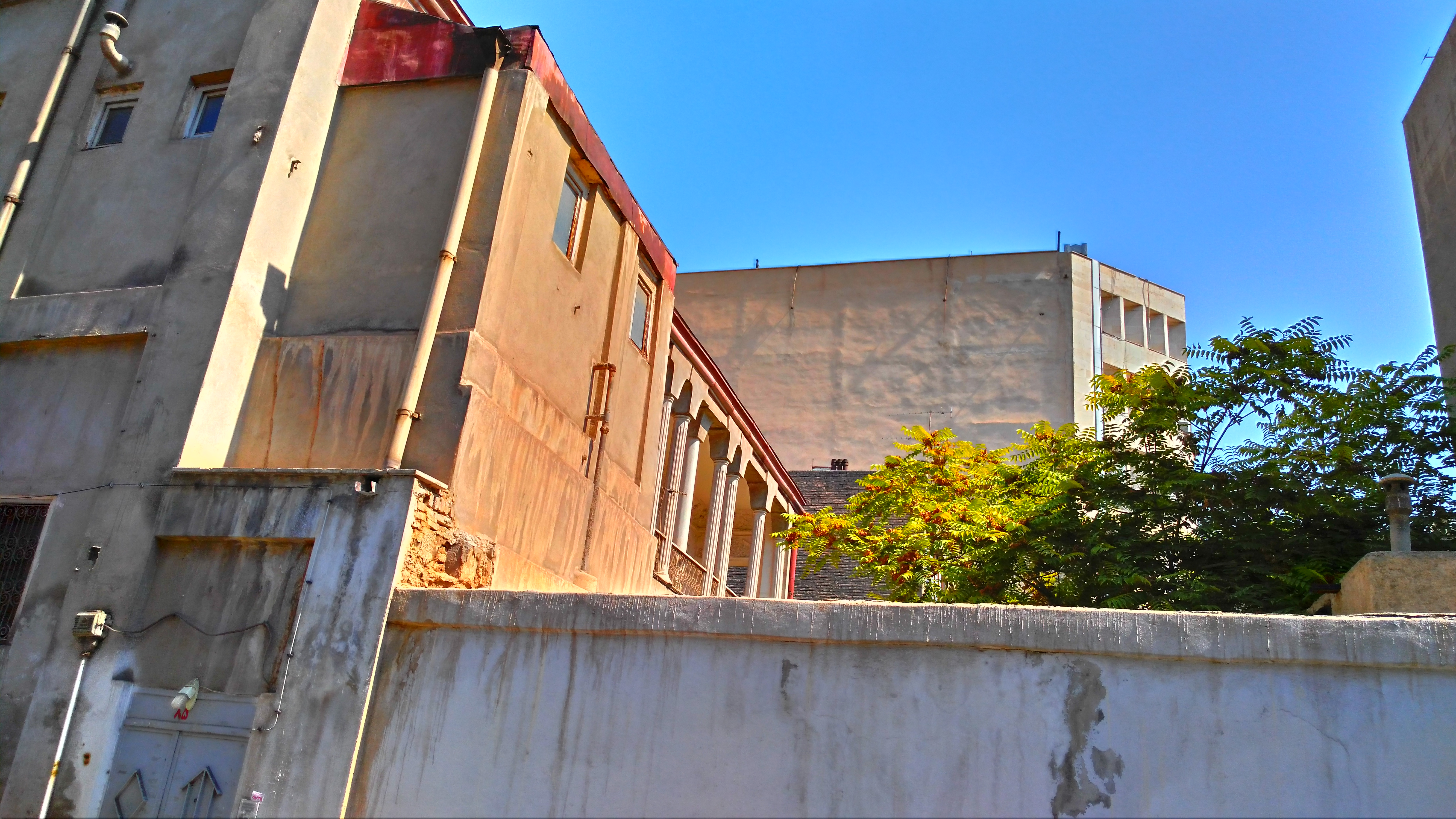
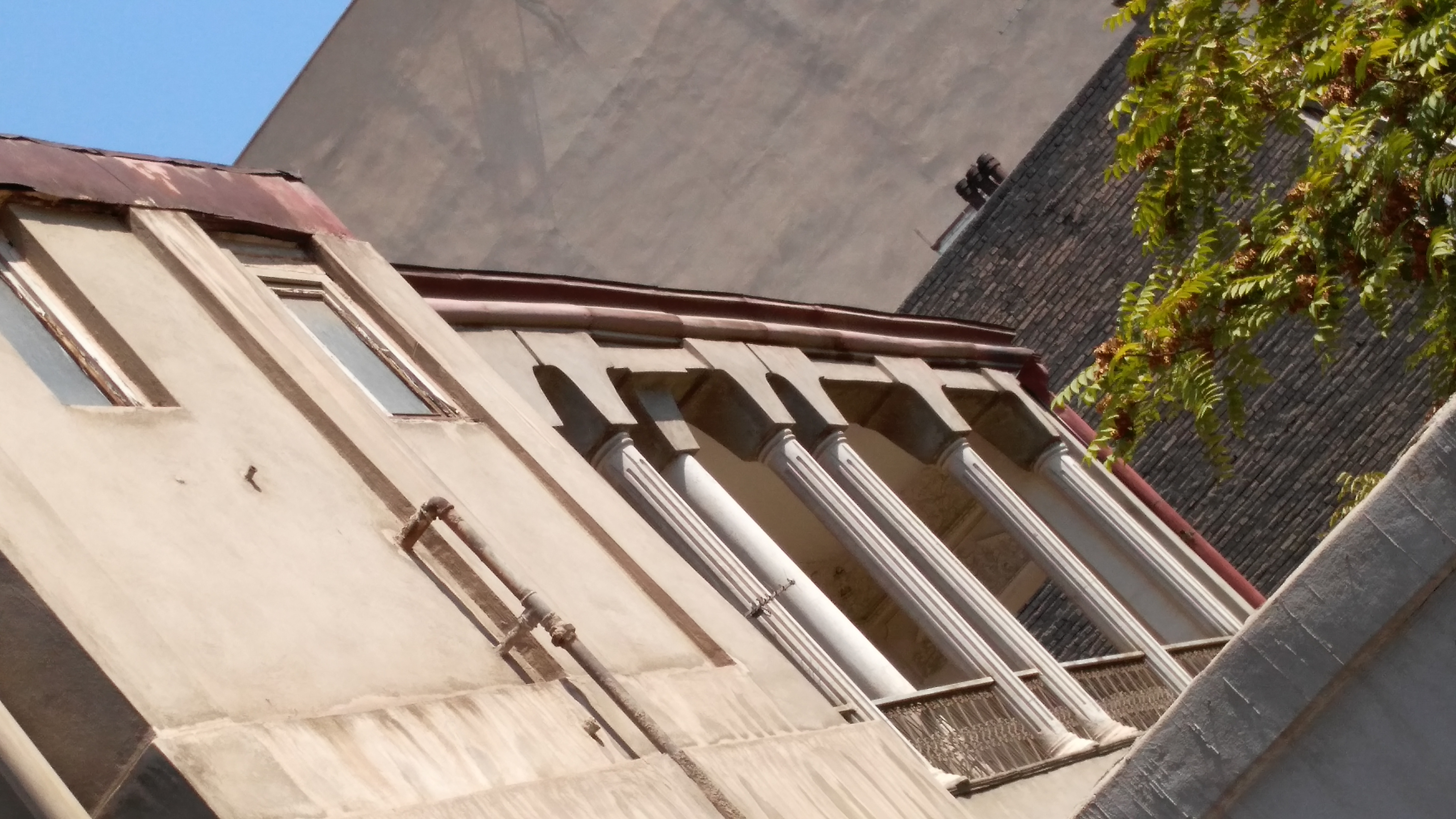
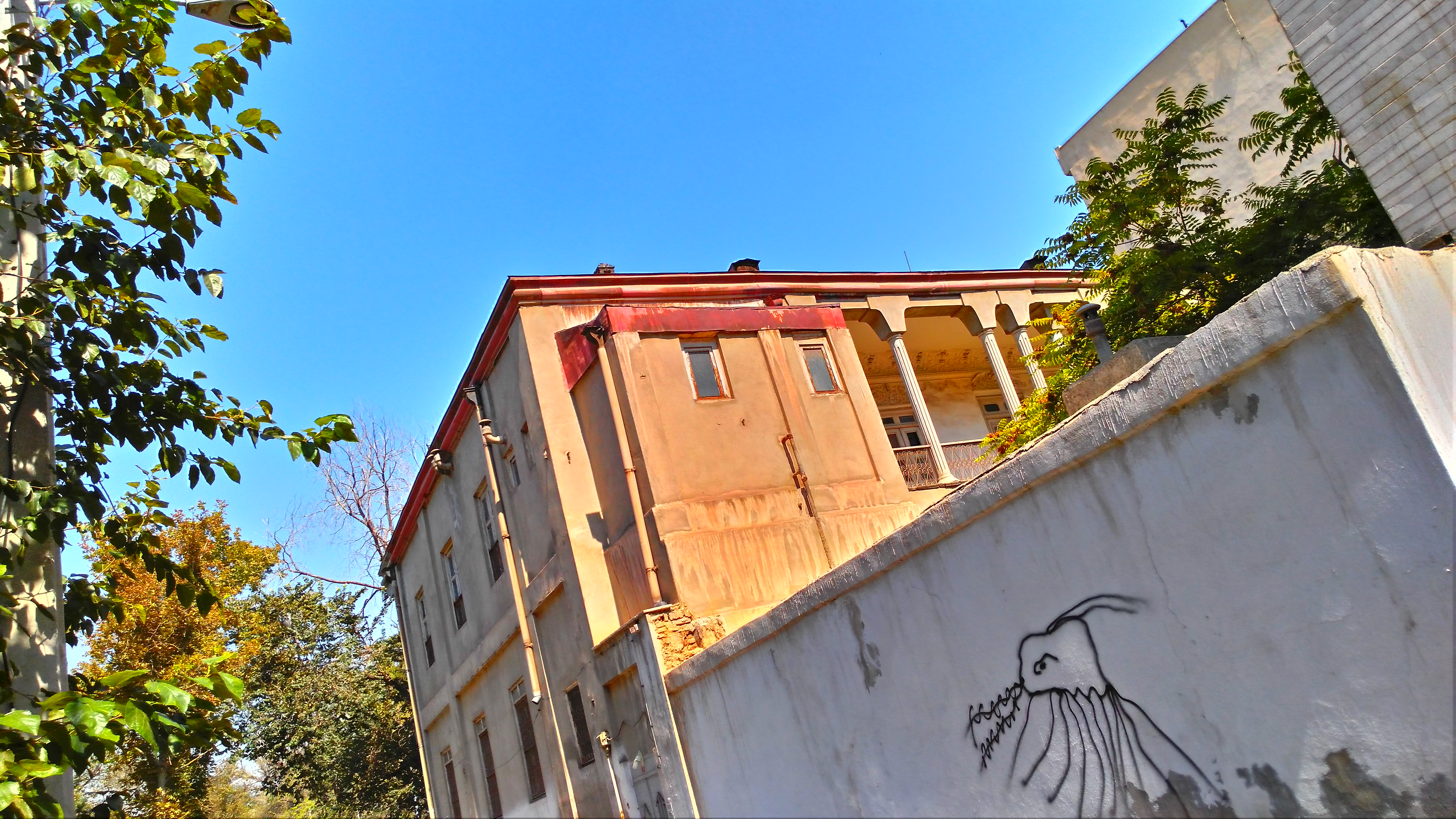
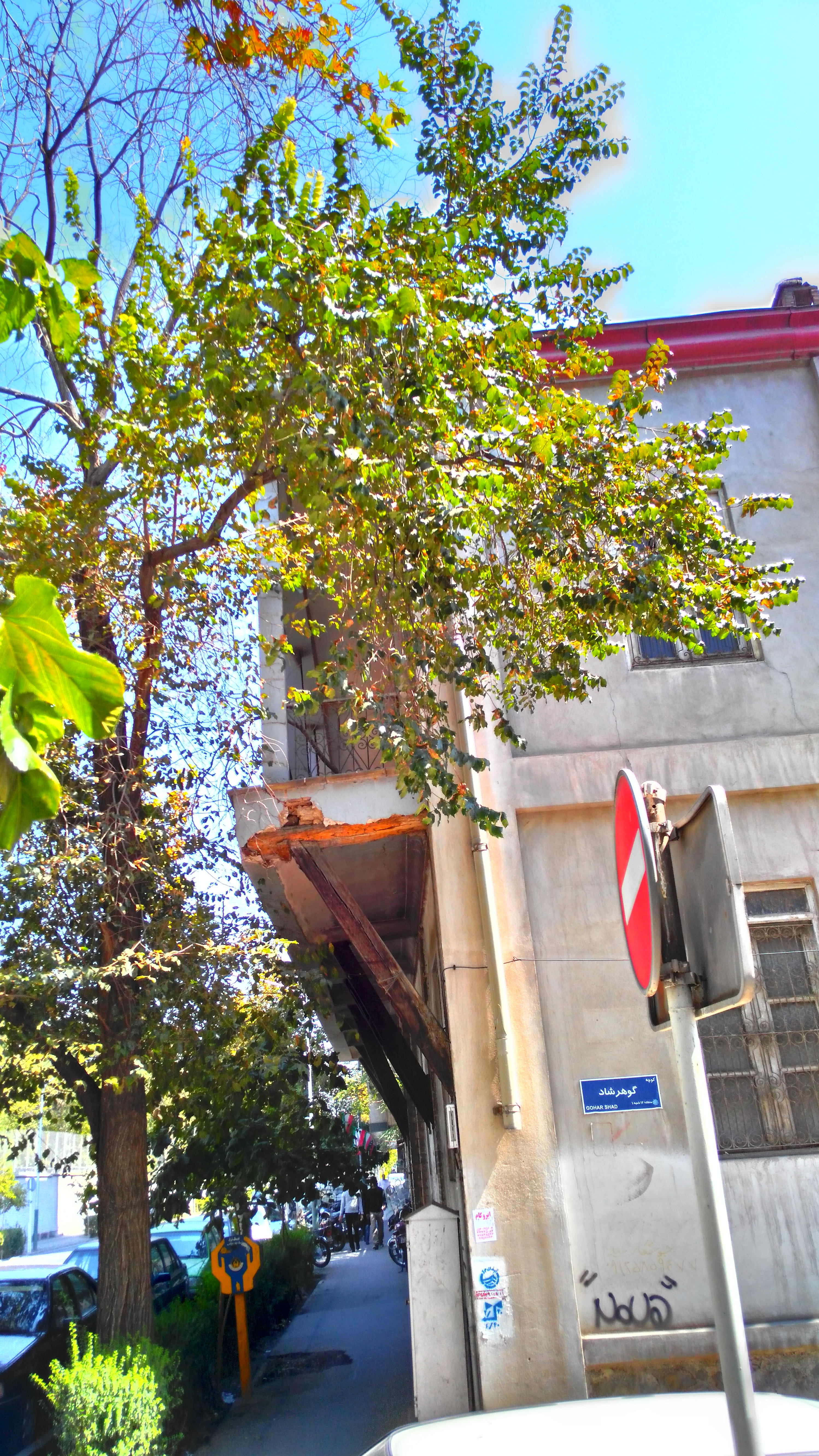
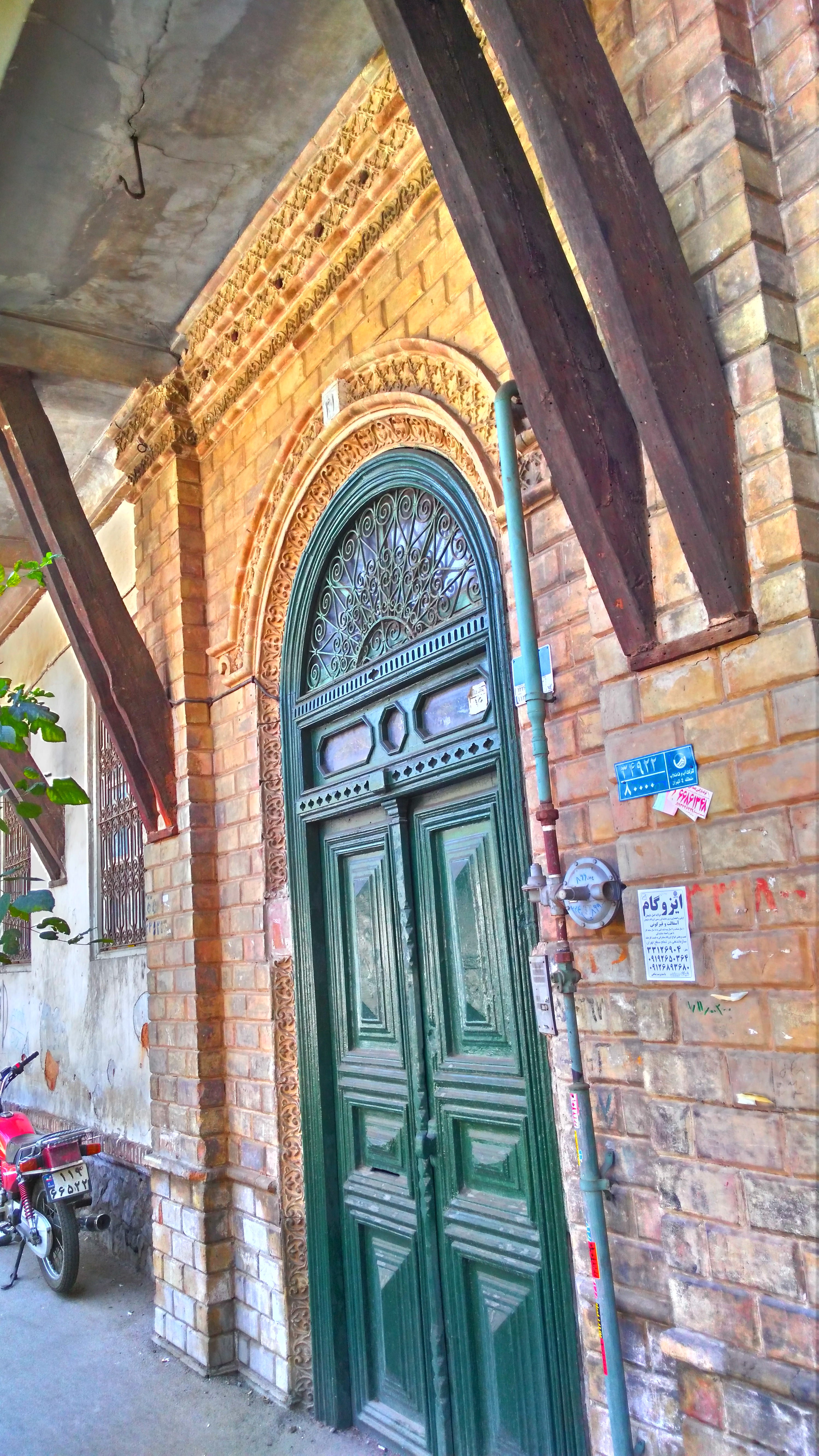
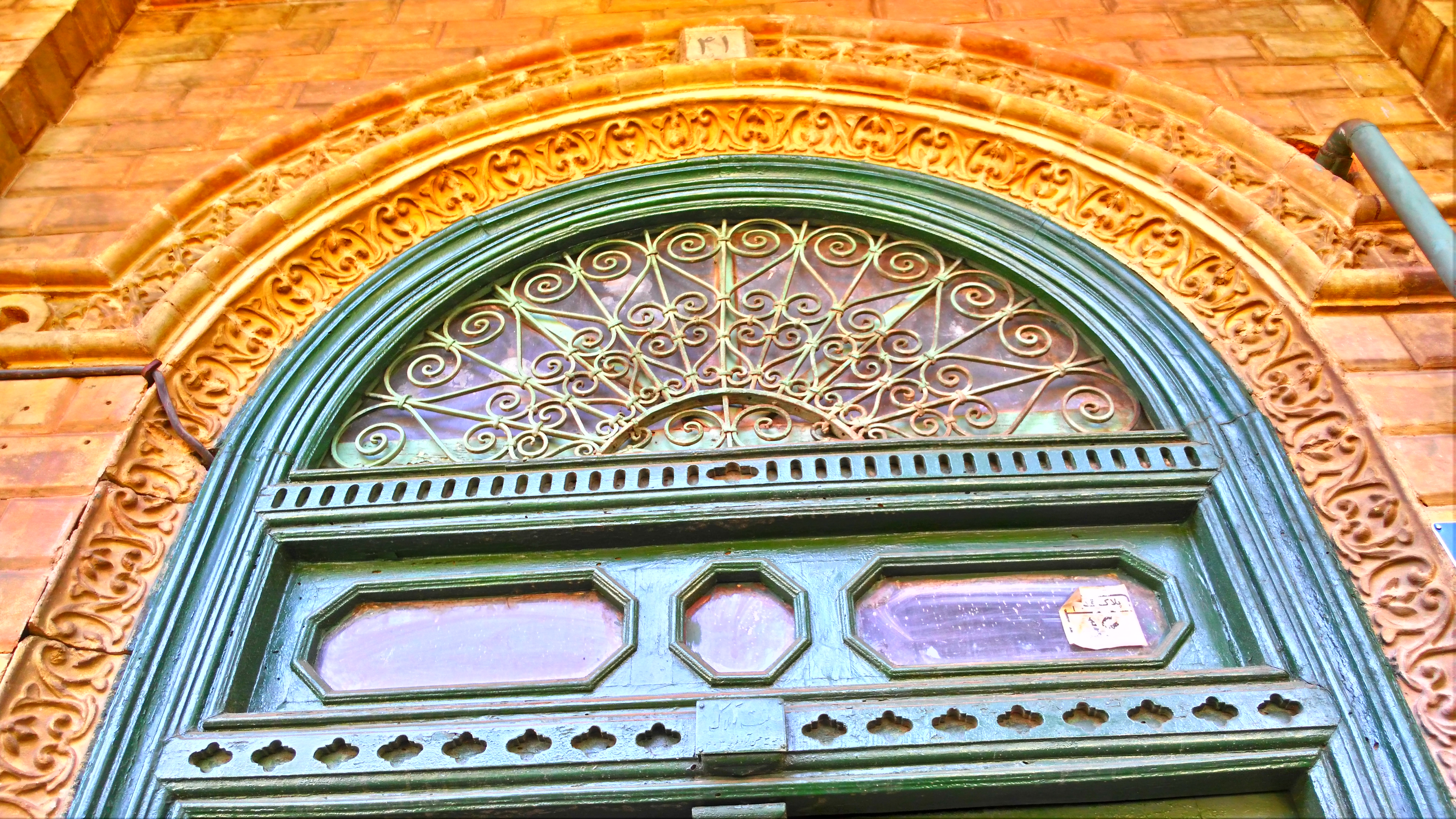
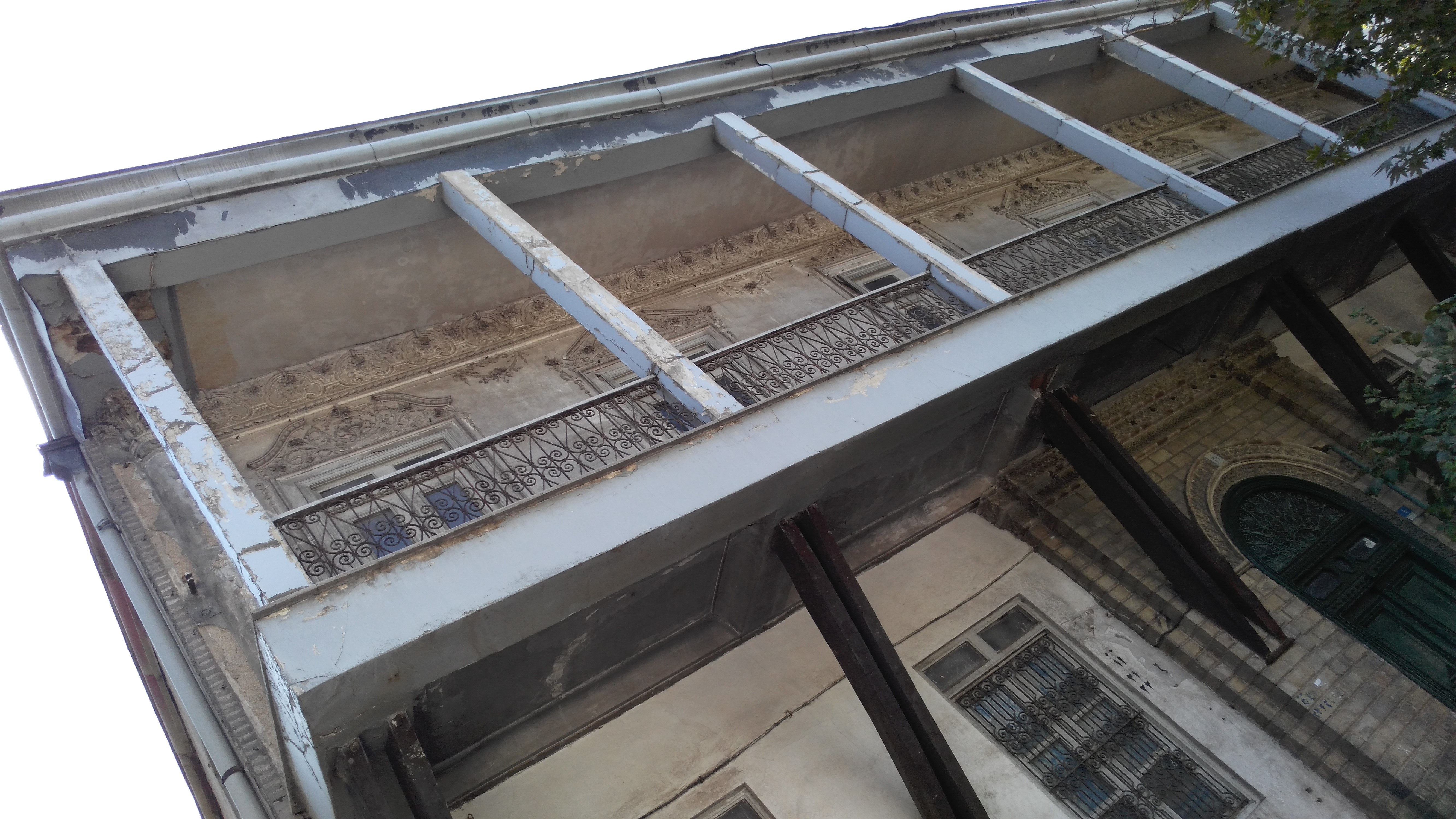
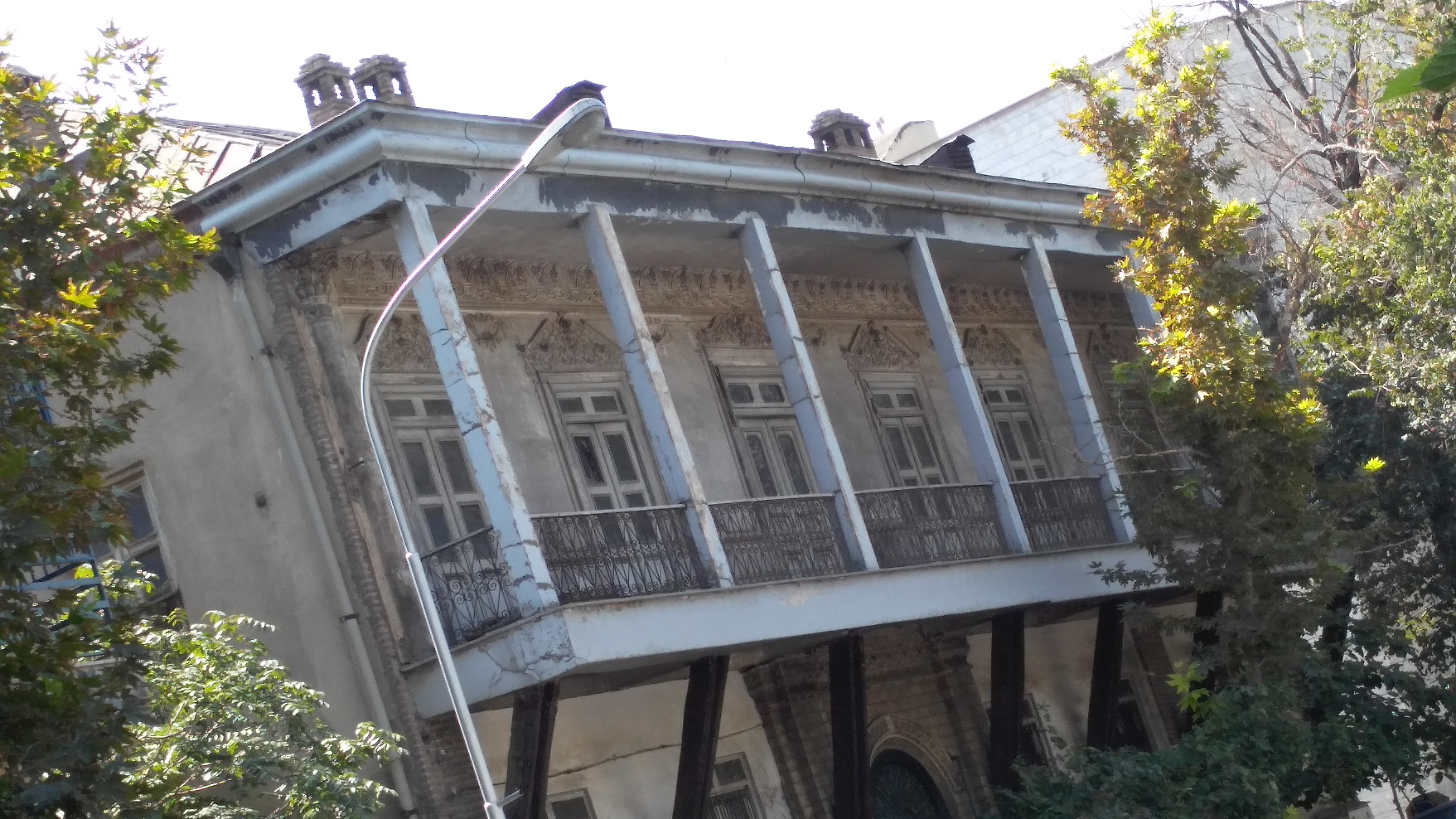
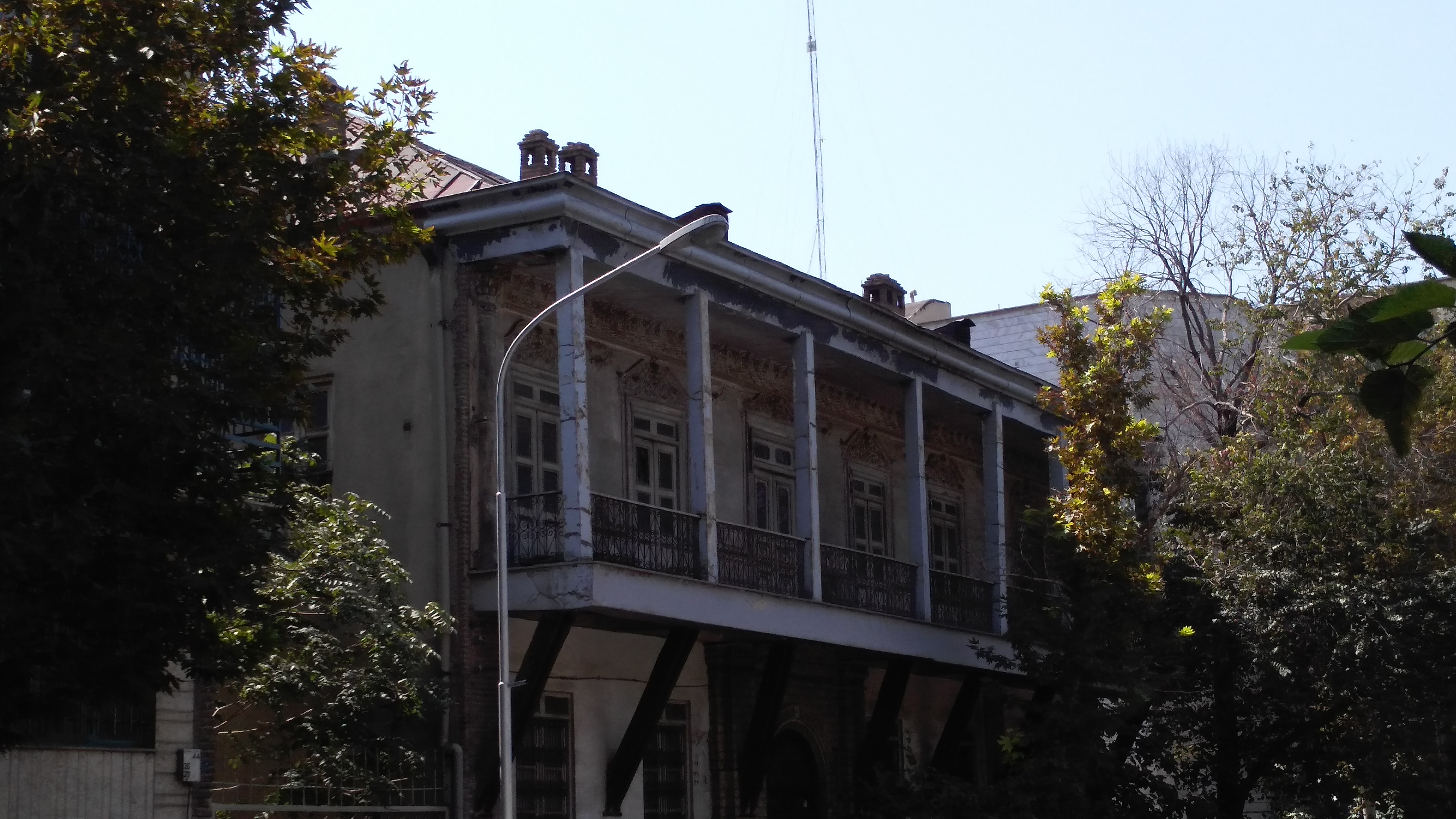
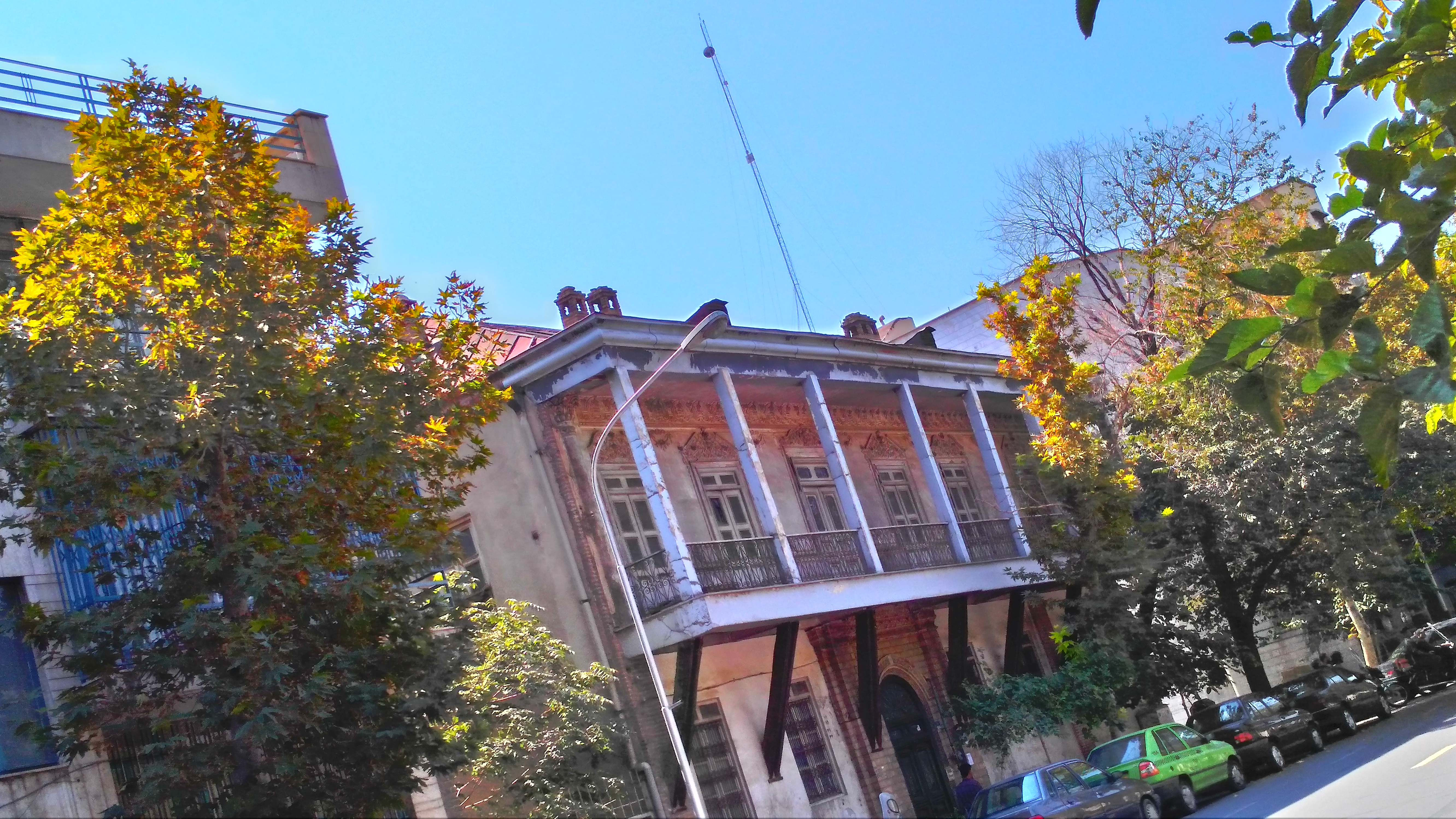
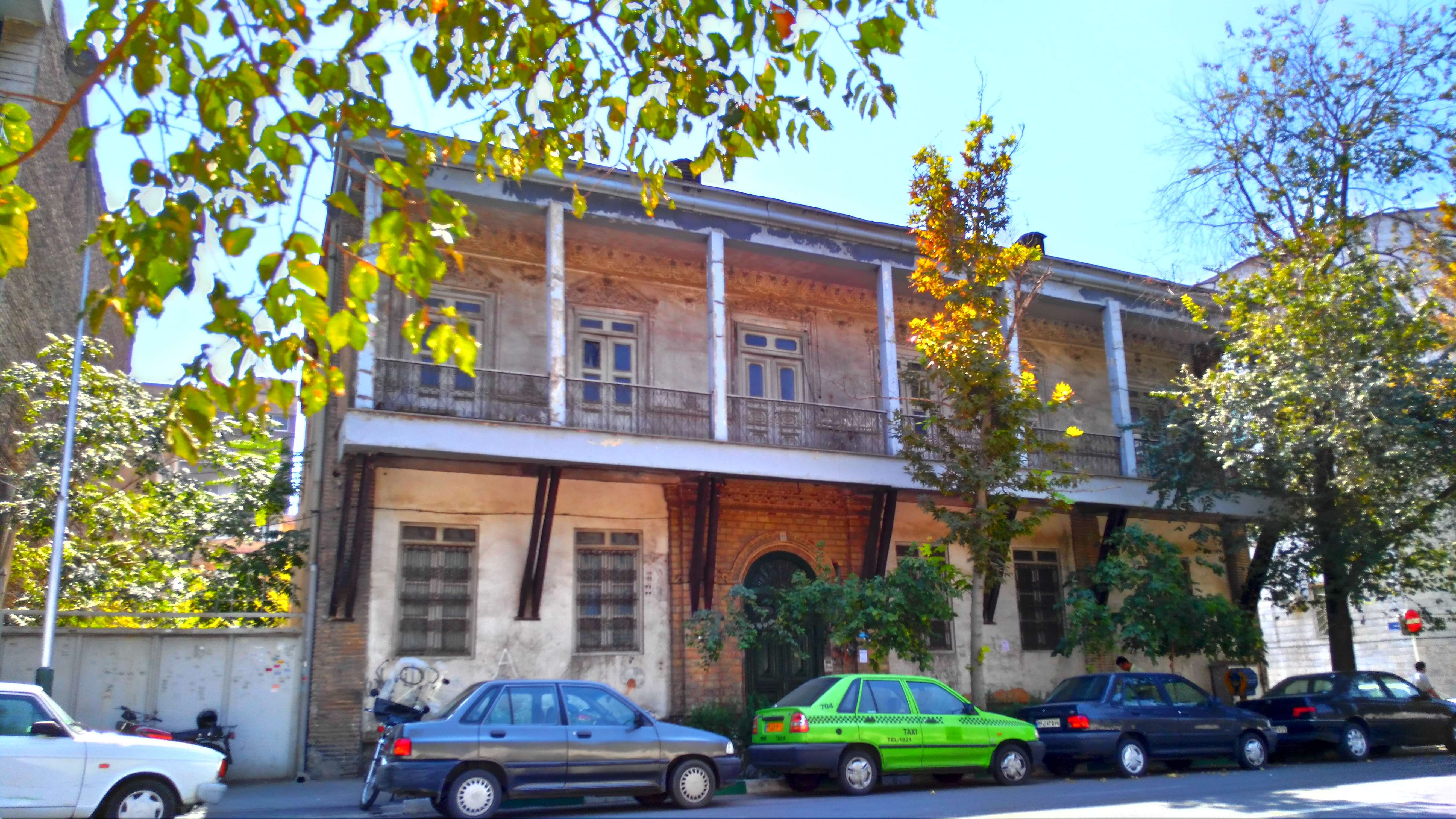
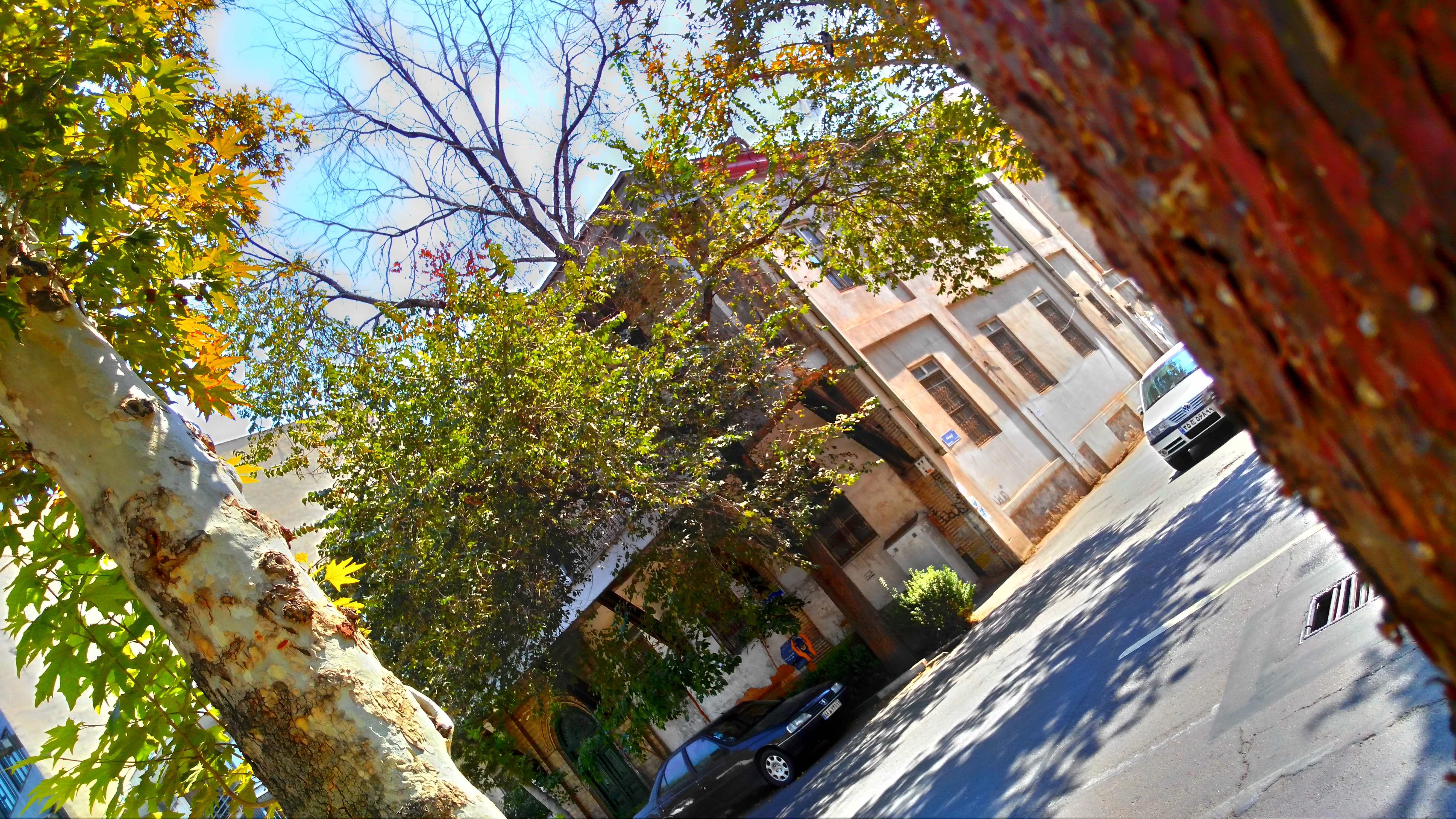